# Jindřich Hejduk
Jindřich Hejduk (* 14. září 1966 Litoměřice) je autorem publikací o historické hasičské technice v České republice a předseda Sdružení pro obnovu a zachování historických hasičských tradic.

## Život
Je autorem myšlenky Hasičských slavností Litoměřice a od roku 1998 se podílí na pořádání. V roce 2001 na Hasičských slavnostech Litoměřice prezentoval svou knihu „Historické stříkačky: pýcha a chlouba hasičů“. V roce 2004 a v roce 2007 přidal k této původní práci II. a III. díl na nichž pracoval s kolektivem. Do roku 2022 byl vůdčí osobností všech osmi ročníků Hasičských slavností Litoměřice, včetně roku 2020, kdy se nakonec z důvodu pandemie covidu-19 slavnosti nekonaly.